# Lhota u Stříbra
Lhota u Stříbra je malá vesnice, část města Stříbro v okrese Tachov. Nachází se čtyři kilometry jihovýchodně od Stříbra. Lhota u Stříbra je také název katastrálního území o rozloze 8,21 km².

## Historie
První písemná zmínka o vesnici pochází z roku 1409.

## Obyvatelstvo
| Rok            | 1869 | 1880 | 1890 | 1900 | 1910 | 1921 | 1930 | 1950 | 1961 | 1970 | 1980 | 1991 | 2001 | 2011 | 2021 |
| -------------- | ---- | ---- | ---- | ---- | ---- | ---- | ---- | ---- | ---- | ---- | ---- | ---- | ---- | ---- | ---- |
| Počet obyvatel | 387  | 451  | 460  | 451  | 396  | 370  | 304  | 170  | 185  | 124  | 96   | 79   | 72   | 102  | 89   |
| Počet domů     | 57   | 63   | 70   | 73   | 72   | 71   | 71   | 51   | 35   | 35   | 32   | 31   | 36   | 37   | 42   |

## Obecní správa
Při sčítání lidu v letech 1869–1950 Lhota u Stříbra byla samostatnou obcí v okrese Stříbro. V letech 1961–1979 byla částí obce Sytno v okrese Tachov. Od 1. ledna 1980 je částí města Stříbro v okrese Tachov. Poté se Sytno opět osamostatnilo, ale Lhota u Stříbra již zůstala součástí Stříbra.

## Galerie

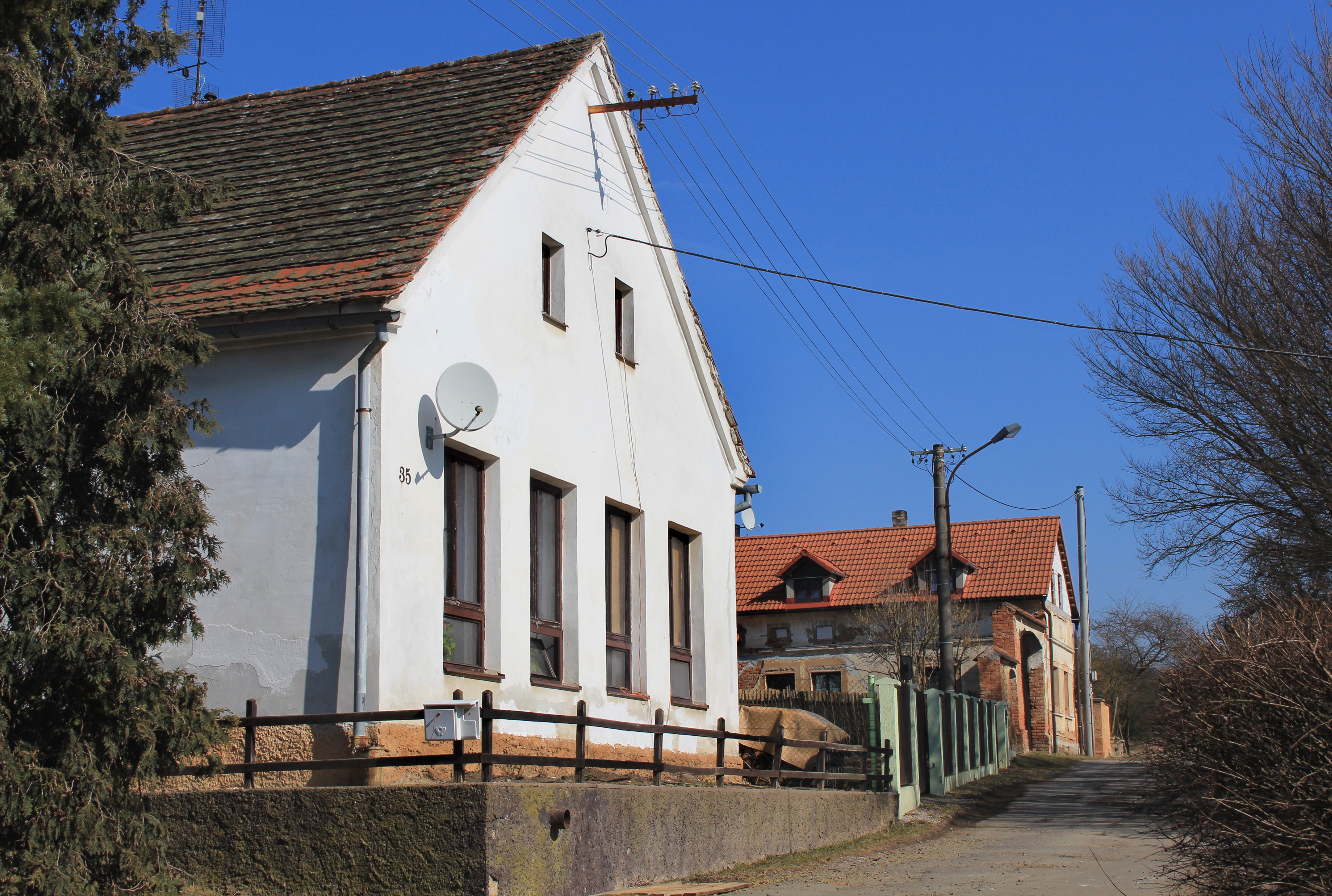
Severní část vesnice
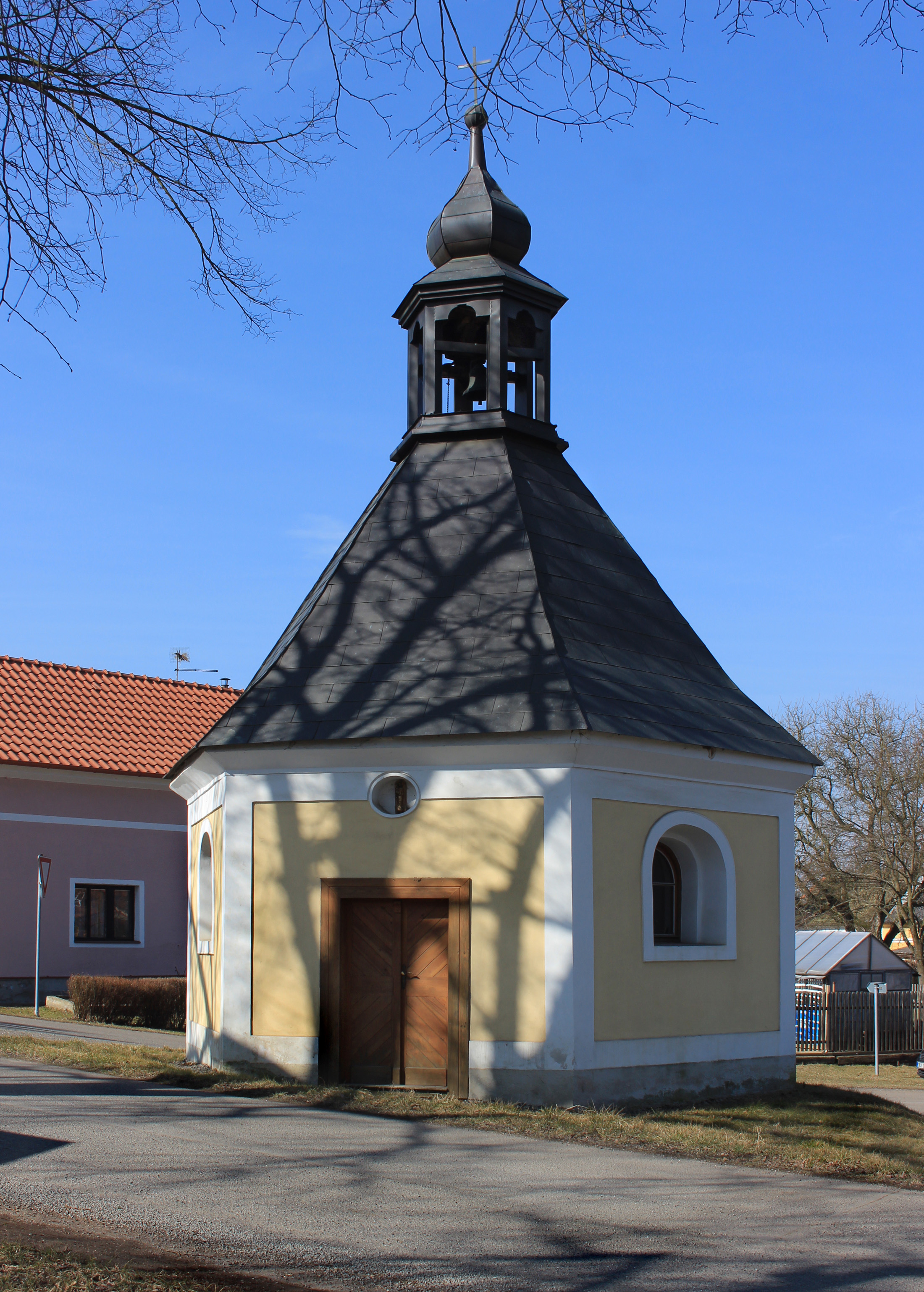
Kaple na návsi
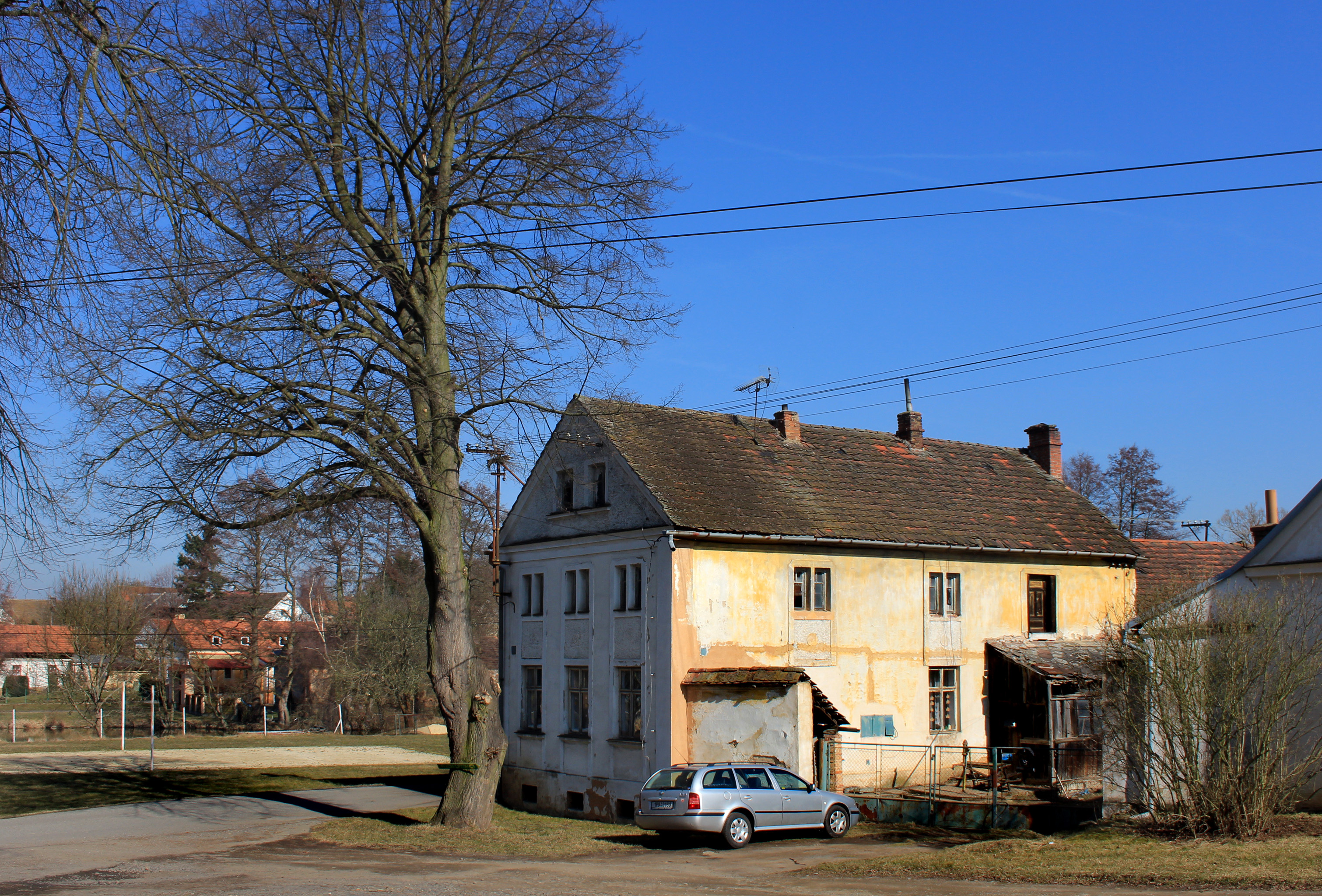
Náves